# سیارک ۲۴۳۳۱
سیارک ۲۴۳۳۱ (به انگلیسی: 24331 Alyshaowen، نامگذاری:2000AL68) بیست و چهار هزار و سیصد و سی و یکمین سیارک کشف شده‌است که در ۵ ژانویه ۲۰۰۰ کشف شد.
قدر مطلق سیارک برابر ۱۷.۸ است.